# كأس جمهورية أيرلندا 2017
كأس جمهورية أيرلندا 2017 (بالإنجليزية: 2017 FAI Cup)‏ هو الموسم 94 من كأس جمهورية أيرلندا. أقيم خلال الفترة 30 أبريل 2017 وحتى 5 نوفمبر 2017، وأشرف على تنظيمه اتحاد أيرلندا لكرة القدم، وكان عدد الأندية المشاركة فيه 40، وفاز فيه نادي كورك سيتي.